# 445 a. C.
El año 445 a. C. fue un año del calendario romano prejuliano. En el Imperio romano se conocía como el Año del consulado de Augurino y Filo (o menos frecuentemente, año 309 Ab urbe condita).

## Acontecimientos
- Lex Canuleia. Admisión del matrimonio entre patricios y plebeyos en Roma.
- Victoria de Tito Quincio Capitolino Barbato sobre volscos y ecuos.
- Se inician las hostilidades entre las ciudades de Turios y Tarento por la posesión de Siris.
- Artajerjes I, rey de Persia, nombra virrey de Judá a Nehemías. Fortifica Jerusalén para defenderse del gobernador Samaria.
- Nehemías, gobernador de Judá en nombre de los persas, inicia la reconstrucción de Jerusalén e implanta reformas religiosas tales como la prohibición de los préstamos usurarios y de los matrimonios con no judíos.[1]

## Nacimientos
- Glaucón, filósofo griego.